# Tuberculatus garciamartelli
Tuberculatus garciamartelli är en insektsart som beskrevs av Remaudière, G. och Quednau 1983. Tuberculatus garciamartelli ingår i släktet Tuberculatus och familjen långrörsbladlöss. Inga underarter finns listade i Catalogue of Life.